# Проєкція сили

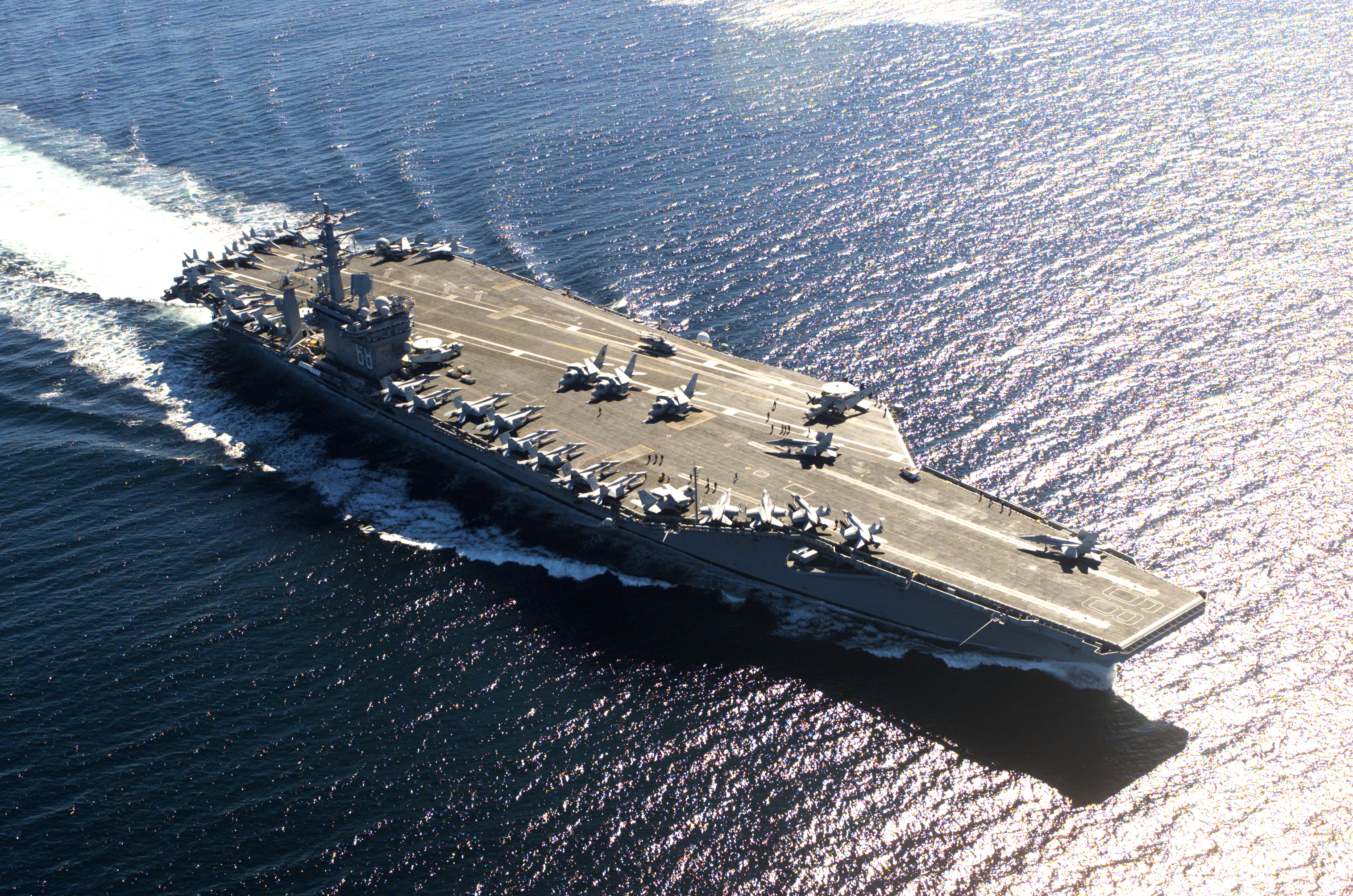
Авіаносці, такі як USS Nimitz відіграють важливу роль у проєкції сили.

Проєкція сили — термін, що використовується у військовій науці та політології і позначає спроможність держави «застосовувати всі чи окремі елементи її національної сили — політичної, економічної, інформаційної чи військової — швидко та ефективно розміщувати і утримувати сили в чи з багатьох віддалених територій, реагуючи на кризи, забезпечуючи політику стримування, посилюючи регіональну стабільність.»
Ця здатність є найважливішим елементом сили  держави у міжнародних відносинах. Будь-яка держава, спроможна направити свої військові сили за межі власної території, може розглядатися як така, що має певний рівень здатності проєктувати силу. Втім термін частіше вживається стосовно здатності направити військові сили у глобальному масштабі (або, принаймні, значно далі, ніж у безпосередній близькості до власних кордонів). Навіть держави зі значним потенціалом жорсткої сили (такими як потужна постійна армія) можуть мати лише регіональний вплив, поки у них відсутні інструменти до ефективної проєкції сили у глобальному масштабі (приміром великі транспортні літаки та судна для перевезення військ у достатній кількості). У цілому лише деякі найпотужніші держави спроможні подолати логістичні труднощі в розгортанні і дислокації сучасних механізованих військ на значній відстані від власної території.
У той час як традиційні оцінки спроможності проєктувати силу переважно, зосереджені на потенціалі  жорсткої сили  (танки, солдати, літаки, морські кораблі та допоміжні судна тощо), розвиток теорії «м'якої сили» визначає, що проєкція сили не обов'язково передбачає активне використання військової сили для військових дій. Засоби для проєкції сили часто можуть мати подвійне призначення і розміщення військових сил за кордоном часто може бути пов'язане з реакцією на гуманітарні катастрофи природного чи техногенного характеру. Здатність держави направляти свої війська на певну територію, може служити ефективним дипломатичним важелем, який впливає на процес прийняття рішень і виступає елементом стримування агресивної політики інших держав.